# Spodnje Vodale
Spodnje Vodale este o localitate din comuna Sevnica, Slovenia, cu o populație de 114 locuitori.